# شيفون أوسيليفان
شيفون أوسيليفان (بالإنجليزية: Siobhan O'Sullivan)‏ هي عالمة في مجال السياسة ومنظّرة سياسيّة، عملت مُحَاضِرة في كلّيّة العلوم الاجتماعيّة في جامعة نيو ساوث ويلز. تركّز أبحاث أوسيليفان على عدّة أمور من بينها سياسات رعاية الحيوان، ودولة الرفاه. أوسيليفان هي مؤلّفة كتاب "الحيوانات، المساواة، والديموقراطيّة" (الصادر عن دار بالغريف ماكميلان في عام 2011)، وهي المؤلّفة المُشارِكة لكتاب "تفعيل الرفاه" (الصادر عن دار نشر جامعة أكسفورد في عام 2015). شاركت شيفون أوسيليفان في تنقيح كتاب "التعاقد مع الخدمات الاجتماعيّة" (الصادر عن دار نشر جون وايلي وأبنائه في عام 2015) وشاركت أيضاً في تنقيح كتاب "المنعطف السياسيّ في أخلاقيّات الحيوان" (الصادر عن دار نشر"رومان آند ليتل فيلد العالميّة). أنتجت أوسيلفيان نشرة صوتيّة دوريّة تحمل اسم "معرفة الحيوانات".

## الحياة المهنيّة
خضعت أوسيليفان للبرنامج المُعدّ لنيل درجة الدكتوراه في العلاقات الحكوميّة والدوليّة في كلّية الاقتصاد وإدارة الأعمال في جامعة سيدني، وذلك تحت إشراف لين كارسون، وقدّمت أطروحتها التي حملت عنوان "أهمية الحيوان والمساواة في الدول الديموقراطيّة الليبراليّة: دراسة حول أخلاقيّات الحيوان وطبيعة الانحياز في نظام حماية الحيوانات" في شهر مايو/ أيّار من عام 2007، وتخرّجت في العام التالي. أصبحت أوسيليفان في عام 2008 زميلة أبحاثٍ في كلّيّة العلوم الاجتماعيّة والسياسيّة في جامعة ميلبورن، وقضت أيضاً بعضاً من الوقت كعضوٍ في برنامج زمالة "دراسات الإنسان-حيوان". شكّل البحث الذي قامت عليه أطروحة الدكتوراه الخاصّة بأوسيليفان أساساً لكتابها الذي نشر فيما بعد وحمل عنوان: "الحيوانات، المساواة، والديموقراطيّة" الصادر عن دار بالغريف ماكميلان في عام 2011، بالتعاون مع مركز أكسفورد لأخلاقيّات الحيوان، وذلك ضمن سلسلة بالغريف ماكميلان لأخلاقيّات الحيوان، وقام بتنقيح الكتاب كلّ من أندرو لينزي وبريسيلا كون".
ظلّت جامعة ميلبورن هي مركز عمل أوسيلفيان لثماني سنوات، وأصبحت فيما بعد مُحَاضِرةً في السياسيات الاجتماعيّة في كلّيّة العلوم الاجتماعيّة في جامعة نيو ساوث ويلز. نشرت شيفون أوسيليفان في عام 2015 كتاب «تفعيل الرفاه: حكومة من مستوى الشارع في أستراليا، والمملكة المتّحدة وهولّندا» (الصادر عن دار نشر جامعة أوكسفورد)، بالتعاون مع كلّ من مارك كونسيدين وجيني إم ليويس وإيلس سول وتمّ نشر المجموعة المنقّحة التي حملت اسم «التعاقد مع الخدمات الاجتماعيّة: مقارنة تصاميم السياسات الوطنيّة لإعانات البطالة» التي تمّ تنقيحها من قبل أوسيلفيان وكونسيدين، في عام 2015 عن دار نشر جون وايلي وإبنائه. شاركت أوسيلفيان أيضاً روبرت غارنير في تعديل مجموعة «المنعطف السياسيّ في أخلاقيّات الحيوان» الصادرة عن دار نشر «رومان أند ليتل فيلد العالمية» في عام 2016.

## الأبحاث
أُضيفت شيفون أوسيليفان إلى قائمة الباحثين في مجال «تقديم خدمات التوظيف في أستراليا والمملكة المتّحدة، وحول العالم» الموجودة على الموقع الإلكترونيّ الخاصّ بجامعة نيو ساوث ويلز. شملت اهتماماتها البحثيّة: دولة الرفاه، «الانحراف عن المهمّة»، سياسة رعاية الحيوان، والأخلاقيّات البيئيّة. ساهمت أوسيلفيان -بالإضافة إلى أعمالها المنشورة- في تقارير بحثيّة حول الخدمات الاجتماعيّة ودولة الرفاه للجماهير الأوروبيّة والأسترالية. نشرت أوسيليفان أيضاً في الصحافة الشعبيّة، وأنتجت نشرة صوتيّة نصف شهريّة تحمل اسم «معرفة الحيوانات» تجري فيها مقابلات مع باحثين في مجال الدراسات الحيوانيّة ليتحدّثوا عن أبحاثهم. تتضمّن نشرة معرفة الحيوانات الصوتيّة التي انطلقت في عام 2015 نفس سلسلة «معرفة الحيوانات» وسلسلة أخرى تحمل اسم «حماية الحيوانات» تعرض فيها مقابلات مع مدافعين عن حقوق الحيوان للتحدّت عن عملهم في حماية الحيوانات.
أوسيلفيان هي شخصيّة رئيسيّة في «الانعطافة السياسيّة» المتعلّقة بأخلاقيّات الحيوان (أي ظهور أخلاقيّات الحيوان المستندة على الفلسفة السياسيّة بدلاً من استنادها على الأخلاقيّات). تناقش أوسيلفيان في كتابها الحيوانات، المساواة، والديموقراطيّة قضيّة اللامساواة في علاج أفراد من أنواع مختلفة في المجتمعات المعاصرة.